# Bryobia platani
Bryobia platani är en spindeldjursart som beskrevs av Hatzinikolis och Panou 1997. Bryobia platani ingår i släktet Bryobia och familjen Tetranychidae. Inga underarter finns listade.